# جون هاريس (لاعب كرة قدم)
جون هاريس (بالإنجليزية: John Harris)‏ (و. 1917 – 1988 م) هو لاعب كرة قدم، ومدرب كرة القدم، من المملكة المتحدة لبريطانيا العظمى وأيرلندا، ولد في غلاسكو، يلعب كمُدَافِع، توفي في شفيلد، عن عمر يناهز 71 عاماً.